# توماس يوينغ
توماس يوينغ (بالإنجليزية: Thomas Ewing)‏ (و. 1789 – 1871 م) هو سياسي، ومحام من الولايات المتحدة والحزب الوطني الجمهوري من أوهايو.
تولى منصب عضو مجلس الشيوخ الأمريكي، ووزير الخزانة الأمريكي ووزير الداخلية. وهو عضو في حزب اليمين والحزب الوطني الجمهوري. وعرف أيضا بكونه الوالد بالحضانة (وبعد ذلك صهره) للجنرال الأمريكي الشهير في الحرب الأهلية ويليام تيكومسه شيرمان.

## التعليم
تعلم في جامعة أوهايو.

## روابط خارجية
- توماس يوينغ على موقع الموسوعة البريطانية (الإنجليزية)
- توماس يوينغ على موقع إن إن دي بي (الإنجليزية)